# Данцишки гулден
Гулден, подељен на 100 фенига, био је валута Слободног града Гдањска у периоду од 1923. до 1939. године.

## Историја
Од 1914. до 1923. године, Гдањск је користио немачку папирмарку и издао неколико локалних „хитних новчаница“. Инфлација из 1922. године је у просеку износила око 2.440% месечно. У јулу 1923. године објављено је да се уз одобрење финансијског одбора Лиге народа успоставља нова и независна валута (гулден) која ће заменити немачку марку. Гулден је уведен по вредности од 25 гулдена = 1 фунта стерлинга, или 9,6 пенија стерлинга по гулдену.

### Укључење у нацистичку Немачку
Гдањск, одвојен од Немачке након Првог светског рата, анектирала је нацистичка Немачка 1. септембра 1939. године, на дан када је почела инвазија на Пољску. Истог дана, кованице и новчанице рајхсмарка проглашене су законским средством плаћања заједно са гдањским гулденом, при чему је 1 гулден био једнак 70 рајхспфенига (0,70 рајхсмарке). Ово је био повољан курс за становнике Гдањска, јер је стварни курс био око 47 рајхспфенига по гулдену. Да би се спречиле злоупотребе, 7. септембра је забрањен увоз гулдена и новчаница на територију бившег слободног града. Ипак, банкарска имовина је била конвертована по тржишном курсу од 47 рајхспфенига по гулдену.
Ступајући у оптицај 7. септембра 1939. године, кованице од 1 и 2 фенига постале су законско средство плаћања широм нацистичке Немачке као и 1 и 2 рајхспфенига и остале су у оптицају до новембра 1940. године. Већ 30. септембра рајхсмарка постаје једина валута на територији некадашњег слободног града. Новчанице и кованице од 5 и 10 гулдена повучене су тог дана и могле су се заменити за рајхсмарке до 15. октобра. Кованице од 5 и 10 фенинга и Новчанице и 1 гулден остале су у оптицају до 25. јуна 1940. године и откупљиване су до 25. јула.

## Кованице
Прва серија кованица је издата 1923. године, а друга 1932. године. Издате су у апоенима од 1, 2, 5 и 10 фенига и 1, 2, 5, 10 и 25 гулдена.
Кованице од 25 гулдена коване су у злату. Произведене су у веома малом броју 1923. (1.000) и 1930. године (4.000), а остаје забележено да је издање из 1930. године објављено само у виду неколико презентационих примерака. Серија из 1923. године садржи 200 новчића у пробном стању. Иако су они доступни колекционарима, веома су скупи. Издање из 1930. године је у суштини било недоступно све док се велики број није појавио 1990-их, очигледно пуштених из руског трезора где су били чувани на крају Другог светског рата.

## Новчанице
Прве новчанице гулдена је Централна финансијска управа Данцига пустила у оптицај 22. октобра 1923. године, а друга емисија датира из 1. новембра исте године године. Апоени за обе серије укључивали су новчанице од 1, 2, 5, 10, 25 и 50 фенига, као и 1, 2 и 5 гулдена. Поред тога, прва емисија је садржала новчанице од 10 и 25 гулдена, а друга емисија је садржала новчанице од 50 и 100 гулдена. Банка Гдањска је капитализована са 300.000 фунти 5. фебруара 1924. године и званично је отворена 17. марта 1924. године. Банка је издала четири серије гулдена (1924, 1928–30, 1931–32 и 1937–38) са почетним датумом емисије 10. фебруара 1924. године.